# Cantone di Thuir
Il Cantone di Thuir era una divisione amministrativa dell'arrondissement di Perpignano.
È stato soppresso a seguito della riforma complessiva dei cantoni del 2014, che è entrata in vigore con le elezioni dipartimentali del 2015.
Comprendeva i comuni di:
- Brouilla
- Caixas
- Camélas
- Castelnou
- Fourques
- Llauro
- Llupia
- Passa
- Ponteilla
- Sainte-Colombe-de-la-Commanderie
- Saint-Jean-Lasseille
- Terrats
- Thuir
- Tordères
- Tresserre
- Trouillas
- Villemolaque